# Lin Lie
Lin Lie (cinese: 林烈) è un super eroe che appare nei media prodotti dall'editore di fumetti americano Marvel Comics. Creato in collaborazione con la società di media cinese NetEase, il personaggio è apparso per la prima volta nel manhua digitale cinese del 2018 Warrior of the Three Sovereigns, scritto da Shuizhu e illustrato da Gunji.
Discendente delle figure mitologiche cinesi Nü-wa e Fu Xi, Lin fu inizialmente fondato con lo pseudonimo di Maestro di Spada e brandì la mistica Spada di Fu Xi.  In seguito si unisce alla squadra di supereroi degli Agents of Atlas, facendo il suo debutto in lingua inglese nel fumetto del 2019 War of the Realms: New Agents of Atlas #2. Dopo che la Spada di Fu Xi è stata distrutta, diventa il nuovo Pugno di Ferro, debuttando come personaggio in Iron Fist vol. 6 #1 (febbraio 2022).

## Storia editoriale
Nel 2017, Marvel ha collaborato con la società di media cinese NetEase come parte di un'iniziativa per espandere il suo pubblico in Cina e nell'Asia orientale. Questa partnership ha portato alla creazione dei supereroi Lin Lie e Aero, entrambi i quali hanno debuttato nel maggio 2018 in manhua digitale in lingua cinese pubblicato su 163.com. 
Sword Master ha fatto il suo debutto nei fumetti americani in War of the Realms: New Agents of Atlas dello scrittore Greg Pak e dell'artista Gang Hyuk Lim prima di recitare nella sua serie solista, intitolata Sword Master, scritta da Pak e illustrata da Ario Anindito. La serie Sword Master conteneva anche ripubblicazioni della serie Warriors of Three Sovereigns in cui Lin debuttò, con traduzioni fatte da Pak. Sword Master avrebbe continuato ad avere apparizioni regolari in Agents of Atlas.
Nel 2022, Lin Lie ha fatto il suo debutto come Iron Fist in una miniserie di cinque numeri scritta da Alyssa Wong e illustrata da Michael YG e Sean Chen.  La miniserie è stata seguita dal one-shot A.X.E.: Iron Fist #1 come parte dell'evento crossover A.X.E.: Il giorno del giudizio. 
Nel maggio 2023, per celebrare il mese del patrimonio degli asiatici americani e delle isole del Pacifico, Lin è stato protagonista di una storia di supporto in Daredevil Vol. 7 #11, scritto da Jason Loo e disegnato da Lynne Yoshii, con una copertina variant dell'AAPI Heritage Month con Iron Fist disegnata dall'artista InHyuk Lee. 
Nell'agosto 2024, Lin è apparsa in un one-shot per commemorare il 50º anniversario di Iron Fist, con Wong che torna come sceneggiatore e Von Randal che illustra. 

## Biografia del personaggio

### Guerrieri dei Tre Sovrani
Lin Lie è uno studente universitario di Shanghai che riceve una misteriosa spada dal padre archeologo, scomparso insieme al fratello maggiore di Lie, Feng, poco dopo. Un anno dopo la scomparsa della sua famiglia, Lie viene attaccato da un demone nel suo appartamento dopo aver ricevuto una misteriosa sfera rossa contenuta in una scatola di puzzle. La spada che il padre di Lie gli ha affidato si muove da sola per salvare Lie dal demone, che viene poi distrutta da Ji Shuangshuang, un cacciatore di demoni. Shuangshuang rivela che la spada è la Spada di Fu Xi, una delle tre armi sacre usate dall'Imperatore Giallo e dai clan dei Tre Sovrani per sigillare il dio malvagio Chiyou nel lontano passato. Shuangshuang spiega che lei e Lie sono i discendenti di Nü-wa e Fu Xi, rispettivamente, e che la Spada e la sfera rossa contenente un pezzo dell'anima di Chiyou sono state rimosse da una delle tre tombe di Chiyou, indebolendo il suo sigillo e permettendo a molti dei suoi servitori demoniaci di essere liberati in tutto il mondo. Credendo che Lie sia troppo incompetente per proteggere la sfera, Shuangshuang la porta con sé. Lie lo insegue, ma viene attaccato dal Barone Mordo, che tenta di prendere la Spada per sé, ma viene scacciato da Doctor Strange. Strange si offre di tenere la Spada per custodirla, ma cede dopo che Lie spiega la sua discendenza e il bisogno della Spada per trovare il padre scomparso, usando la sua magia per aiutare Lie a riunirsi con Shuangshuang. Insieme, Lie e Shuangshuang distruggono i demoni rimasti. Lie viaggia con Shuangshuang e il suo compagno di stanza Ah Cheng fino al quartier generale del clan Nü-wa a Gansu, dove viene accolto dalla nonna di Shuangshuang e dal capo Nü-wa Ji Xiangyun. Poiché Lie, suo padre e suo fratello sono gli unici discendenti noti di Fu Xi, Xiangyun fa addestrare Lie sotto Shuangshuang per prepararsi contro Chiyou e il suo esercito di demoni. 

### Agenti di Atlas
Ora con il nome di Sword Master, Lie inizia una carriera da supereroe mentre combatte le forze di Chiyou e cerca la sua famiglia scomparsa. Durante la "Guerra dei Regni", Sword Master e molti altri supereroi asiatici vengono convocati dal teletrasporto di Brawn a Seoul per aiutare i Nuovi Agenti di Atlas a difendere l'Asia dalla Regina Sindr e dalle sue forze Fire Goblin da Muspelheim. Sword Master e i Nuovi Agenti di Atlas prendono Sindr e il suo esercito nel nord della Cina e in seguito aiutano Capitan Marvel a sconfiggere lei e le sue forze rimanenti alla Grande Muraglia Cinese vicino a Pechino. Dopo che il signore di Sindr, Malekith, viene sconfitto, Sword Master si unisce agli Agenti di Atlas. 
Sword Master si imbatte nel suo compagno di squadra Atlas Shang-Chi a New York City mentre cerca suo padre. Notando l'inesperienza e l'incoscienza dell'eroe emergente, Shang prende Lie sotto la sua ala protettrice per migliorare le sue abilità.  I due si riunirono con gli altri agenti Atlas quando Flushing e altre città asiatiche, del Pacifico e prevalentemente asiatiche al di fuori dell'Asia furono fuse nella città portale di "Pan" Tech dal magnate Mike Nguyen della Big Nguyen Company.  Sword Master e Shang-Chi si confrontano in seguito con Ares, che tenta di prendere la Spada di Fu Xi per salvare il figlio drakon rapito Ismenios, che Ares crede sia stato catturato da un altro dio. Shang-Chi fa un compromesso con Ares: in cambio dell'aiuto di Sword Master e Shang-Chi, Ares lo aiuterebbe a trovare il padre scomparso di Lie. Ares accetta e usa i Portali Pan per rintracciare Ismenios in un tempio a Madripoor, dove incontrano Davi Naka, la Dea Madre di Madripoor.  Naka rivela che Ismenios tentò di saccheggiare il tesoro di Atlantide durante l'assenza del suo guardiano serpente marino, ma fu catturato da Namor. A causa del suo dovere di proteggere tutti i draghi, Naka salvò Ismenios dall'ira di Namor e imprigionò il giovane drakon nel suo tempio per la sua protezione e per placare il re. Naka avverte inoltre i quattro che, nonostante i suoi sforzi, Namor è ancora indignato per la scomparsa del suo drago e li implora di trovarla. 
Il Maestro di Spada e gli Agenti dell'Atlante aiutano ad assistere i cittadini di Pan, difendendo la città dall'invasione di viverne e serpenti marini e proteggendo i rifugi madripoveri dalle molestie della Guardia Pan. Insospettito da questi eventi, Sword Master si unisce a molti dei suoi compagni di squadra per infiltrarsi nella torre personale di Nguyen, dove scoprono che la Big Nguyen Company aveva catturato il drago scomparso di Atlantide e stava raccogliendo le sue scaglie per alimentare i portali di Pan. Prima che si possa prendere una decisione sulla liberazione del drago, Namor emerge dalle acque al largo della costa di Pan per reclamare il suo drago rubato, dando il via a una guerra tra Pan e Atlantide. 
Nella storia "Atlantis Attacks", Sword Master e gli altri Nuovi Agenti di Atlas vengono convocati da Brawn durante il suo confronto con Namor. Namor avverte il gruppo di restituire il drago di Atlantide entro un giorno, altrimenti affronterà l'ira di Atlantide prima di ritirarsi. Dopo la scaramuccia, Sword Master e gli altri Nuovi Agenti vengono introdotti al capo originale di Agents of Atlas dalla Atlas Foundation, Jimmy Woo.  Quando Woo invia Namora, Venus, Aero e Wave ad Atlantide per una missione diplomatica, Brawn ordina discretamente a Sword Master e Shang-Chi di spiare Namora, a causa dei suoi legami familiari con Namor. Il drago viene infine liberato dalla prigionia, ma al suo arrivo a casa, inaspettatamente impazzisce e attacca il regno sottomarino. Sword Master assiste alla distruzione causata dal drago e Shang-Chi riferisce ad Amadeus che gli scienziati di Atlantide hanno scoperto un impianto incorporato nelle scaglie del drago per essere la fonte del suo comportamento e che Namor crede che Amadeus sia dietro il sabotaggio, spingendo il re a riprendere il suo assalto a Pan. Quando Brawn viene trasformato con la forza in Hulk e messi sotto il controllo di Nguyen con la tecnologia Sirena in un ultimo disperato tentativo di distruggere Atlantide, Sword Master e Shang-Chi sono in grado di rimuovere il dispositivo da Amadeus, liberandolo dal controllo di Nguyen e riportandolo in Brawn. Quando il conflitto tra Pan e Atlantide viene risolto pacificamente, Brawn e Shang-Chi lasciano la squadra dopo aver ammonito Woo per aver usato la squadra come sue pedine, ma Sword Master rimane con gli Agenti di Atlas. 
Durante l'evento "Re in Nero", Sword Master inizialmente difende Shanghai dall'invasione dei draghi simbionti con Aero e il Cavaliere Nero, che erano stati abbandonati a Shanghai e separati dalla sua Lama d'Ebano, ma abbandona la sua missione dopo aver realizzato che i simbionti erano servitori di Knull piuttosto che di Chiyou, credendo che il compito fosse inferiore a lui. Arrabbiato per l'arroganza di Lie, la Spada di Fu Xi lo abbandona per il Cavaliere Nero, cosa che fa infuriare Sword Master mentre liquida il Cavaliere Nero come un "americano psicotico" indegno di brandire la Spada. Mentre usa la Spada di Fu Xi, il Cavaliere Nero soccombe alla follia, il che spinge la Spada a tornare a Lie. Mentre il Maestro di Spada e il Cavaliere Nero combattono per la Spada, un drago simbionte li intrappola con i suoi viticci, collegandoli anche mentalmente a Knull, che esprime il suo desiderio per le rispettive spade e prende in giro spietatamente i due per la loro ignoranza della vera storia delle loro armi. La Spada di Fu Xi sfrutta l'opportunità di usare le sue fiamme per bruciare la mano del Cavaliere Nero, tornando da Sword Master e liberando i due dalla presa di Knull proprio mentre uno sciame di draghi simbionti si amalgama nell'avatar di Knull, assumendo un aspetto gigantesco di Chiyou. Sword Master aiuta il Cavaliere Nero a recuperare la Lama d'Ebano e due usano le rispettive spade per distruggere l'avatar con l'aiuto di Aero. 
Quando la "Morte di Doctor Strange" spinge legioni di demoni a invadere parti del mondo, Sword Master viene inviato a Seoul da Woo per aiutare il suo compagno di squadra White Fox a sconfiggere un kumiho demoniaco che aveva terrorizzato la campagna sudcoreana. Mentre combatte il kumiho, la Spada di Fu Xi viene distrutta dal kumiho che poi getta il Maestro di Spada in un burrone. Sebbene Volpe Bianca sia in grado di uccidere il demone, lei, gli Agenti di Atlas e la Divisione Tigre della Corea del Sud non sono in grado di trovare Lie, con Volpe Bianca che recupera solo un singolo frammento della Spada, facendoli presumere che sia morto. A causa della distruzione della Spada di Fu Xi, i sigilli sulle tre tombe di Chiyou si sono ulteriormente indeboliti, spingendo altri suoi servitori demoniaci ad attaccare le città di tutto il mondo. 

### Brandire il pugno di ferro
Lin Lie sopravvive miracolosamente e si arena a K'un-Lun, dove il drago Shou-Lao, recentemente reincarnato, gli dona il suo chi, salvando la vita di Lie e rendendolo il nuovo Pugno di Ferro. Con molti dei frammenti della spada conficcati nelle sue mani, Lie decide di trovare i pezzi rimanenti e riforgiare la spada per impedire il rilascio di Chiyou. Durante la sua caccia ai frammenti, Lin Lie incontra brevemente il suo predecessore Danny Rand, che aveva precedentemente rinunciato al Pugno di Ferro, a Flushing e lo aiuta a combattere diversi servitori di Chiyou. Ignaro dell'identità di Lie ma felice che Shou-Lao abbia scelto un nuovo campione, Danny chiede a Lie del suo passato e si offre di aiutarlo con il suo allenamento, ma Lie rifiuta ed evoca un portale per tornare a K'un-Lun Lie viene poi accompagnato da Mei Min, un'amica che si è fatto a K'un-Lun la cui famiglia lo ospita, durante i suoi viaggi e lo aiuta a recuperare i frammenti rimanenti mentre combatte le forze demoniache di Chiyou. Nonostante sia stato scelto come nuovo Pugno di Ferro, l'ascesa di Lie è controversa tra diversi cittadini di K'un-Lun in quanto non è solo il terzo outsider consecutivo a diventare Pugno di Ferro, ma non ha superato le prove richieste per guadagnare il chi di Shou-Lao. A causa dei frammenti della Spada di Fu Xi incorporati nelle sue mani, Lie non può evocare il Pugno di Ferro in modo coerente ed è lasciato in un costante stato di dolore, il che lo rende un bersaglio di scherno e disprezzo da parte di diversi detrattori, incluso il suo rivale Yang Yi. Dopo che Lie ha espresso a Min quanto sia indegno come Pugno di Ferro a causa del suo handicap e del suo status indesiderato, la Yu-Ti di K'un-Lun, Sparrow, prende Lie sotto la sua ala protettrice per aiutarlo a superare le sue lotte e riconquistare la sua fiducia. Un giorno, durante il suo addestramento, i frammenti nelle mani di Lie iniziano improvvisamente a irradiarsi di energia bruciante e lo lasciano contorcersi dal dolore, facendo capire a Lie che la prima tomba di Chiyou era stata distrutta Un servitore demoniaco potenziato di Chiyou riesce a bypassare i tentativi delle difese di K'un-Lun di rubare i resti della spada a casa di Min, ma Lie inietta le sue braccia con loro per contrastare il demone e usa il loro potere extra per ucciderlo, che rivela con i suoi ultimi respiri che il fratello di Lie, Feng, è stato colui che ha distrutto la tomba e che lo stava aspettando alla seconda tomba. Lie prende un portale per la seconda tomba con Min e Yi, ma dopo essere arrivati incontrano Fat Cobra e la Sposa dei Nove Ragni.  Incaricati da Rand di rintracciare Lie, i due Armi Immortali decidono di mettere alla prova il nuovo Pugno di Ferro combattendolo. Gravemente sconfitto e a corto di tempo, Lie fugge dal combattimento verso il quartier generale del clan Nü-wa, ma è troppo tardi per impedirne la distruzione da parte dei servitori di Feng e Chiyou. Incapace di evocare il Pugno di Ferro, Lie viene rapidamente sconfitto da Feng.  Lie rifiuta l'offerta di Feng di unirsi a lui, che procede a immergersi nella magia di Chioyou per distruggere Lie e i suoi alleati. Guidato dallo spirito di Shou-Lao, Lie abbraccia le sue identità di Maestro di Spada e Pugno di Ferro, permettendogli di evocare tutta la potenza del Pugno di Ferro e rimuovere i frammenti dalle sue mani in una lama restaurata, che Lie usa per ferire Feng. Quando Sparrow arriva con i guerrieri di K'un-Lun, Feng ruba il suo portale per K'un-Lun, dove si trova la terza tomba di Chiyou. Dopo la battaglia, Lie accetta l'offerta di Danny di addestrarlo. 
Durante la storia "Il giorno del giudizio", Lie prende un volo per Seoul per incontrarsi con White Fox, ma viene visitato a metà volo da Loki, che rivela di essere in combutta con Feng. Provocato dall'arroganza di Loki, il Progenitore giudica i due facendoli partecipare a prove nelle loro menti. Durante il giudizio di Loki, Lie lo salva dall'essere bloccato da una visione di Mjolnir usando l'aura della Spada di Fu Xi per sollevarla. Durante il giudizio di Lie, il Progenitore appare come Shou-Lao e sfida Lie a prendere il suo cuore per guadagnare ufficialmente il suo titolo di Pugno di Ferro. Lie è in grado di sconfiggere Shou-Lao con l'aiuto di Loki, ma invece di prendere il cuore del drago, Lie chiede a Shou-Lao di darglielo. Lie riceve il marchio del Pugno di Ferro sul suo braccio destro e passa il giudizio del Progenitore. Lie e Loki si ritrovano di nuovo sul volo come se nulla fosse accaduto ma il segno rimane ancora sul braccio di Lie. Prima che Lie potesse chiedere a Loki di portarlo da Feng a K'un-Lun, Loki si teletrasporta lontano da lui. Lie alla fine arriva a Seoul e si riunisce con White Fox. 
Seguendo il consiglio di Danny, Lie cerca Daredevil a Hell's Kitchen per insegnargli a combattere mitigando il dolore cronico alle sue braccia. 
La notte del 34º compleanno di Danny, Lie viene attaccato dallo Shocker mentre è di pattuglia a New York e si allea con il pupillo di Danny e il suo successore, Pei, per combattere il super criminale. All'insaputa di entrambi, lo Shocker fu assunto dal Ch'i-Lin per tenere Lie e Pei occupati mentre possedeva Pugno Rasoio per attaccare Danny nel suo appartamento. Con Lie incapace di aiutarlo, Danny viene ucciso dai Ch'i-Lin. Lie più tardi partecipa al funerale di Danny.

## Poteri e abilità
Come discendente di Fu Xi, Lin Lie può brandire la Spada di Fu Xi e accedere ai suoi poteri divini. Quando attivata, la spada genera mistiche fiamme verdi, che possono essere lanciate come proiettili o essere utilizzate per aumentare la potenza di taglio e la portata della lama.  Grazie alla sua capacità di muoversi da sola, la spada è in grado di consentire a Lin di volare a brevi distanze.  Sebbene originariamente forgiata per distruggere Chiyou e i suoi servitori demoniaci, la Spada di Fu Xi si è dimostrata altrettanto efficace contro altri demoni e non morti. 
Una caratteristica evidente è che la Spada di Fu Xi è senziente e ha la capacità di muoversi da sola.  Sebbene la Spada abbia fatto di tutto per proteggere Lin dalle minacce, lo ha anche sfidato quando ha mostrato tratti indesiderabili, come la codardia o l'arroganza.  In alcuni casi estremi, la Spada ha permesso di essere brandita da non discendenti di Fu Xi. 
Nonostante la spada sia stata frantumata, i suoi frammenti spezzati possono ancora proiettare le sue mistiche fiamme verdi, che sono ancora efficaci contro i servitori di Chiyou. Lin usa i frammenti incorporati nelle sue mani per potenziare i suoi pugni e infondere le armi con le fiamme della spada.  Lin in seguito ottiene l'abilità di generare lame della spada che sporgono dal suo pugno destro. 
Dopo essere stato insignito del chi del drago Shou-Lao l'Immortale, Lin ha ottenuto il potere del Pugno di Ferro, che gli permette di evocare e concentrare il suo chi per migliorare le sue abilità naturali a livelli straordinari. Come ogni Pugno di Ferro prima di lui, Lin può concentrare il suo chi e l'energia sovrumana dal cuore di Shou-Lao nelle sue mani, che si manifesta in un bagliore soprannaturale intorno alle sue mani e ai suoi pugni che possono colpire con durezza e impatto sovrumani, mantenendoli impermeabili al dolore e alle ferite.  Lin può concentrare il suo chi verso l'interno per guarire se stesso da ferite e dolore. 
A causa dei frammenti rotti della Spada di Fu Xi conficcati nella carne delle sue mani, Lin Lie soffre di dolore cronico. Quando Lin ha lottato per la prima volta con l'incanalamento costante del Pugno di Ferro, inizialmente credeva che la presenza dei frammenti nel suo corpo stesse interrompendo il flusso del chi; Lie fu avvertito che non riuscire a bilanciare correttamente il proprio chi con quello di Shou-Lao o rimuovere immediatamente i frammenti avrebbe provocato la sua morte.  Tuttavia, dopo che Shao-Lou rivelò che i problemi di Lie provenivano dai suoi dubbi piuttosto che dai frammenti, Lie abbracciò la sua doppia identità, permettendogli di evocare i poteri di Shou-Lao e della Spada di Fu Xi contemporaneamente senza alcun effetto negativo.  Tuttavia, il dolore cronico è rimasto tra le sue braccia, che ha imparato a mitigare dopo un po' di allenamento con Daredevil. 
Grazie alla sua formazione sotto il clan Nü-wa, gli agenti di Atlas e i monaci di K'un-Lun, Lin Lie è un esperto spadaccino, artista marziale e acrobata.  Oltre alle arti marziali di K'un-Lun, Lin è esperto in Bajiquan e Wing Chun. 
Lin Lie è anche eccezionalmente bravo a risolvere enigmi.

## Accoglienza
Nella sua recensione della miniserie Iron Fist del 2022, Justin Carter di io9 ha elogiato il passaggio di Lin Lie da Sword Master a Iron Fist, un personaggio che riteneva avesse bisogno di un aggiornamento moderno. Carter ha scritto che Lie mentre era simile al suo predecessore Danny Rand per essere anche un altro outsider a prendere il mantello di Iron Fist, Lie "[si sente] come un'estensione naturale dell'eredità di Iron Fist invece di una copia carbone più giovane dell'eroe consolidato", osservando che Lie "rompe gli schemi dei recenti eroi adolescenti come Miles [Morales], Robbie Reyes e Kamala Khan iniziando come personaggio originale prima di passare a un eroe ereditato" e che la cruda vulnerabilità di Lie dal suo dolore cronico lo ha reso avvincente e simpatico, qualità uniche che lo distinguono dalla Rand.

## Altri media

### Videogiochi
Lin Lie compare in:
- Marvel Future Fight
- Marvel Snap
- Marvel Rivals